# Olympische Jugend-Sommerspiele 2014/Teilnehmer (Bolivien)
| Gelbes Symbol für Goldmedaillen mit stilisierten Olympischen Ringen | Graues Symbol für Silbermedaillen mit stilisierten Olympischen Ringen | Braundes Symbol für Bronzemedaillen mit stilisierten Olympischen Ringen |
| ------------------------------------------------------------------- | --------------------------------------------------------------------- | ----------------------------------------------------------------------- |
| —                                                                   | —                                                                     | —                                                                       |

Die Jugend-Olympiamannschaft aus Bolivien für die II. Olympischen Jugend-Sommerspiele vom 16. bis 28. August 2014 in Nanjing (Volksrepublik China) bestand aus sieben Athleten. Sie konnten keine Medaille gewinnen.

## Athleten nach Sportarten

### Beachvolleyball
Mädchen
- Maria Fernanda Maida
- Melanie Vargas
25. Platz

### Fechten
Mädchen
- Dennisse Clavijo
Florett Einzel: 14. Platz

### Leichtathletik
Jungen
- Pablo Rodríguez
10 km Gehen: 9. Platz
8 × 100 m Mixed: 20. Platz

### Radsport
Mädchen
- Maria Peinado
Mannschaft: 14. Platz
Mixed: 26. Platz

Die ursprünglich als Athletin vorgesehene Jhessica Herrera musste disqualifiziert werden, da sie noch zu jung für die Teilnahme war.

### Schwimmen
| Mädchen - Maria Jose Ribera 50 m Freistil: 32. Platz (Vorlauf) 50 m Schmetterling: 28. Platz (Vorlauf) | Jungen - Jose Alberto Quintanilla 50 m Freistil: 30. Platz (Vorlauf) 50 m Schmetterling: 33. Platz (Vorlauf) |